# Macroteleia occipitalis
Macroteleia occipitalis är en stekelart som beskrevs av Muesebeck 1977. Macroteleia occipitalis ingår i släktet Macroteleia och familjen Scelionidae. Inga underarter finns listade i Catalogue of Life.